# Pitti Katalin
Pitti Katalin (Szentes, 1951. december 7. –) Liszt Ferenc-díjas magyar operaénekes (szoprán), érdemes és kiváló művész, a Halhatatlanok Társulatának örökös tagja.

## Életpályája
A középiskolát a budapesti Madách Imre Gimnáziumban végezte, ahol énektudására Szolga László énektanár figyelt fel először.
Zenei tanulmányait a Bartók Béla Zeneművészeti Szakközépiskola ének tanszakán kezdte Sík Olga és Bán Melitta tanárnőknél, majd a Zeneakadémiára nyert felvételt, dr. Sipos Jenő professzor növendéke lett. Számos kiváló oktatója volt, többek között Lukács Miklós, Mikó András, Egri István, Medveczky Ádám, Forrai Miklós, Pernye András, Patkó József és Varasdy Emmi.
Főiskolai évei alatt, 1976-ban részt vett a Lipcsei Nemzetközi Bach Versenyen, ahol második helyezést ért el.
Diplomája megszerzésének évében a Magyar Televízió Verdi Otellójából operafilmet készített, melynek női főszerepére választották ki több meghallgatás után. Így pályakezdőként együtt énekelhetett és játszhatott az akkori legnagyobbakkal, Simándy Józseffel és Melis Györggyel. Ferencsik János vezényelte a felvételt, amely a Magyar Rádió 6-os Stúdiójában készült. A film országos ismertséget és szakmai sikert hozott számára.
Az 1978/79-es évadtól a Magyar Állami Operaház magánénekeseként szerződtették, ahol az operairodalom legcsodálatosabb szerepeit énekelte. Kerekes Jánostól Medveczky Ádámig, Lukács Ervintől Giuseppe Patanèig, ifj. Palló Imrétől Lamberto Gardelliig, Kórodi Andrástól Jurij Szimonovig és Erdélyi Miklóstól Kovács Jánosig neves mesterekkel dolgozott együtt, akiktől saját vallomása szerint sokat tanult, ahogyan olyan kiváló rendezőktől, mint Mikó András, Békés András, Szinetár Miklós, akikkel való együttműködése során sokat formálódtak szerepei, gazdagodtak szerepformáló, teremtő energiái.
Minden mű, amit megszólaltat, emlékezetes élményt hagy mind mai napig az emberekben.
A világ számos országában énekelt. Sikerei jellemző, hogy Drezdában Verdi A lombardok című operája Giselda szerepének előadása után tizenhétszer hívták függöny elé.
A legtöbb különböző rendezésben Verdi Traviata c. operájának címszerepét, Violetta szerepét énekelte, játszotta itthon és külföldön, pl. Szófiában, Kassán, Kolozsvárott, Tokióban, Nagojában, Oszakában és a Magyar Televízió opera-keresztmetszetében.
Puccini Pillangókisasszonyának címszerepét 16 éven át alakította, mellyel többször is vendégszerepelt Prágában, Puccini Bohéméletének Mimi szerepében és Csajkovszkij Anyeginének Tatjána szerepében fellépett Prágában, Moszkvában, Hamburgban, Rio de Janeiróban.

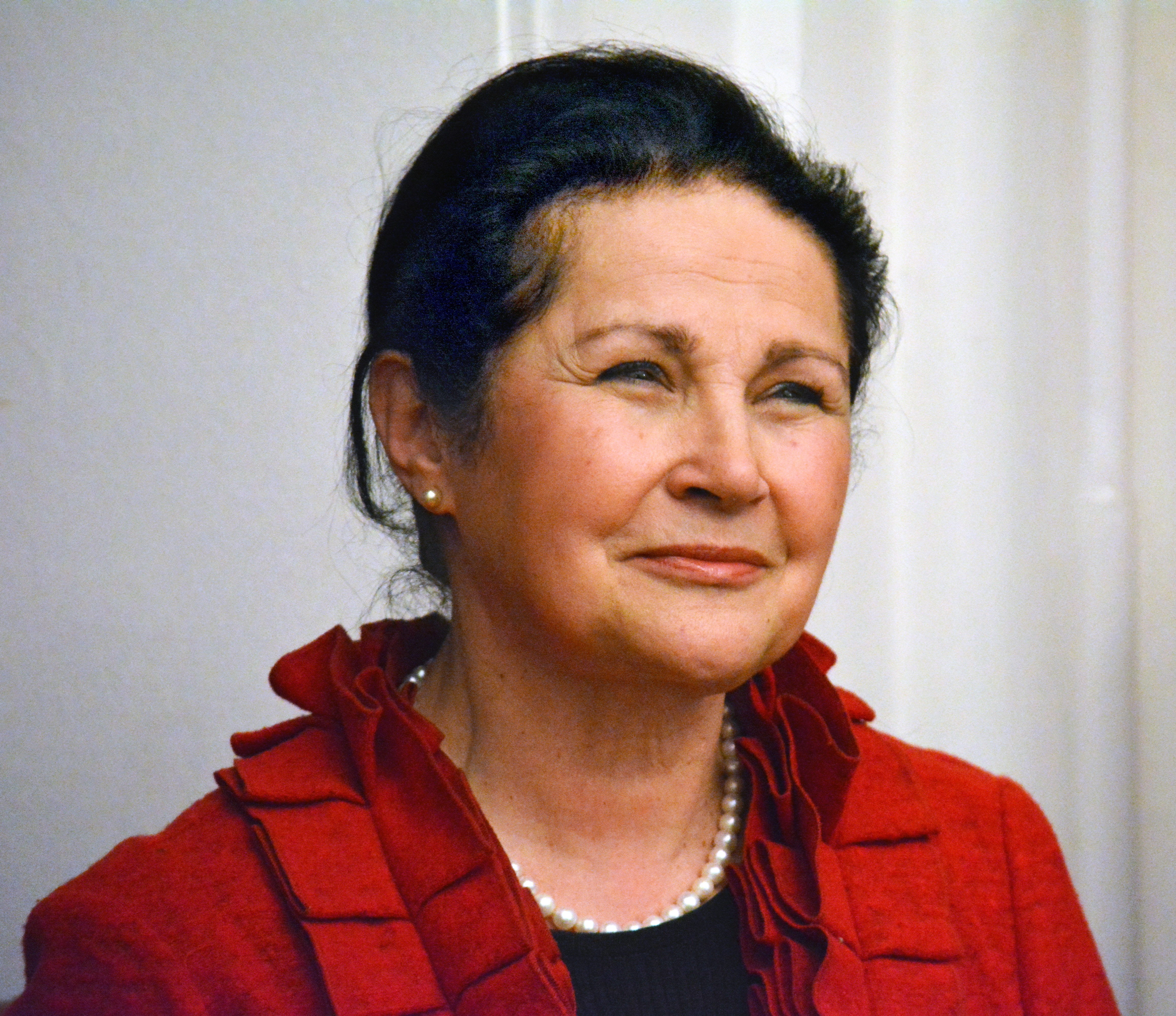
2016-ban

Operaszerepein kívül mindig szívesen énekli Bach, Mozart, Verdi, Liszt, Kodály oratórikus műveit, illetve dal- és áriaesteket a Magyar Rádióban és a Liszt Ferenc Zeneművészeti Egyetemen. Itthon és külföldön rendszeresen koncertezik.
Sok felkérést kapott az operett világába is. A legtöbbet énekelt, játszott operettszerepe Lehár A víg özvegyének Glawary Hanna szerepe, amelyet a Margitszigeti Szabadtéri Színpadtól a bécsi Staatsoperig énekelt, és ezzel jutott el először vendégjátékban Tokióba is. Hasonlóan sokat énekelt operettszerepe a Szaffi ifj. J. Strauss A cigánybáró c. művéből, Lisa Lehár A mosoly országa c. operettjéből és Marica grófnő, Kálmán Imre operettjének címszerepe. Jacobi Viktor Sybilljének főszerepét énekelte a Magyar Televízió operettfilmjében.
Számos jótékonysági műsor résztvevője. Vannak szervezetek, melyeket jó két évtizede patronál jótékonysági koncertjei bevételével.
2000 óta rendszeresen tanít. Jelenleg a Nyugat-Magyarországi Egyetem SEK (Savaria Egyetemi Központ) Művészeti, Sport és Neveléstudományi Szakán kinevezett docens, a Budai Művészház alapítványi iskolájában oktat és a Tata város Zeneiskolájában hangképző tanár.
Hitvallása szerint minden elénekelt mű az élet megnyilvánulásának lehetőségeit és annak erejét sugározza. A megszólaltatás ugyanúgy hat a művészre, mint a hallgatóra és végtelen folyamatban, egymásra hatásban a Mindenséget szólítja meg, oda ad hírt az élet minőségéről. A tanítás pedig szent kötelesség, mert „…amit szerzel, amit elérsz, amit tudsz, amit átélsz, osszad meg! Szabad vagy a kövektől az étherig, de jajj neked, ha magadnak tartod meg!” – Hamvas Béla szavaival vallja a művésznő ars poeticáját.

A Színházi Adattárban regisztrált bemutatóinak száma: 55.
| - Romhányi József: Csipkerózsika... udvarhölgy - Csajkovszkij: Anyegin... Tatjana - Puccini: Gianni Schicchi... Nella; Lauretta - Puccini: Turandot... Liù - Farkas Ferenc: Vidróczky... Kis Anna - Monteverdi: Tankréd és Clorinda párviadala... Clorinda - Gounod: Faust... Siebel; Margit - Verdi: Otello... Desdemona - Mozart: Idomeneo... Ilia - Erkel Ferenc: Bánk bán... Melinda - Lehár Ferenc: A víg özvegy... Glavari Hanna - Puccini: A köpeny... A szerelmes pár másik tagja; Georgette - Puccini: Angelica nővér... Genoveva nővér - Offenbach: Hoffmann meséi... Antónia - Ránki György: Pomádé király új ruhája... Dzsufi - Wagner: Parsifal... második viráglány - Verdi: A lombardok az első keresztes hadjáratban... Giselda - Puccini: Pillangókisasszony... Madama Butterfly - Lehár Ferenc: Luxemburg grófja... Angéle - Kacsóh Pongrác: Rákóczi... Rutheim Magda | - Rátonyi Róbert: Operett kongresszus... primadonna - Verdi: Simon Boccanegra... Amelia Grimaldi - Verdi: Traviata... Violetta - Kacsóh Pongrác: János vitéz... francia királykisasszony - Donizetti: Boleyn Anna... Boleyn Anna - Andrew Lloyd Webber: Requiem... szoprán szólista - Tolcsvay László: Magyar Mise... szoprán szólista - Verdi: Aida... Aida - Leoncavallo: Bajazzók... Nedda - Lehár: A mosoly országa... Liza grófnő - ifj. J. Strauss: A cigánybáró... Szaffi - Offenbach: Orfeusz az alvilágban... Diana - Berg: Wozzeck... Marie - Lehár: Cigányszerelem... Kőrösházy Ilona - Erkel: Dózsa György... Csáki Laura - Kálmán Imre: Marica grófnő... Marica grófnő - Faragó Béla: A titok... - Britten: Peter Grimes... Ellen Orford - Faragó Béla: East Side Story - Verdi: A trubadúr... Leonora |

## Róla írták
- Ézsiás Erzsébet: Az érzelmek papnője. Pitti Katalin életútja; K. u. K., Bp., 2001
- Égi mezőkön. Pitti Katalinnal beszélget Fazekas Valéria; Kairosz, Bp., 2006 (Magyarnak lenni)
- Ézsiás Erzsébet: Az érzelmek papnője. Pitti Katalin életútja; 3. átdolg. kiad.; K. u. K., Bp., 2006

## Filmjei
- Szomszédok (1990–1991)
- A Napba öltözött leány (2006)
- Lélek Boulvard (2008)
- Verdi: Otello – Desdemona – 1978
- Jakoby Viktor: Sybill- címszerep – 1980
- Kenessey: Az arany meg az asszony – női főszerep
- Lehár Ferenc : Víg özvegy – Keresztmetszet
- Verdi : La Traviata – Keresztmetszet
- Pitti Katalin-portréfilm, 1998

## Díjai, elismerései
- Liszt Ferenc-díj (1985)
- Oláh Gusztáv-emlékplakett (1986)
- Déryné-díj (1995)
- MSZOSZ-díj (1995)
- Artisjus-díj (1995)
- Inter-Lyra-díj (1998)[4]
- Szentes Városért Emlékérem (2001)
- Érdemes művész (2011)
- Budapest díszpolgára (2012)
- Csongrád megye alkotói díja (2012)
- A Magyar Érdemrend középkeresztje (2013)[5]
- Tata díszpolgára (2014)
- Csongrád megye díszpolgára (2015)
- A Magyar Állami Operaház örökös tagja (2020)[6]
- Kiváló művész (2022)[7]
- Prima-díj (2023)
- A Halhatatlanok Társulatának örökös tagja (2024)